# Chrámec
Chrámec este o comună slovacă, aflată în districtul Rimavská Sobota din regiunea Banská Bystrica. Localitatea se află la altitudinea de 176 m deasupra n.m., se întinde pe o suprafață de 12,84 km2 și în 2017 număra 462 de locuitori. Se învecinează cu Martinová, Rimavská Seč, Janice, Rimavská Sobota, Hangony, Drňa, Šimonovce și Dubovec.

## Istoric
Localitatea Chrámec este atestată documentar din 1246.

## Demografie
| An:                | 1994 | 2004 | 2014    | 2024   |
| ------------------ | ---- | ---- | ------- | ------ |
| Număr de persoane: | 380  | 399  | 441     | 461    |
| Diferență:         |      | +5%  | +10,52% | +4,53% |

| An:                | 2023 | 2024   |
| ------------------ | ---- | ------ |
| Număr de persoane: | 455  | 461    |
| Diferență:         |      | +1,31% |